# كارلوس تابيا
كارلوس تابيا (بالإسبانية: Carlos Tapia Pavez)‏ هو لاعب كرة قدم ومدرب كرة قدم تشيلي، ولد في 17 سبتمبر 1977 في سانتياغو في تشيلي. لعب مع نادي أونيفرسيداد كاتوليكا.

## وصلات خارجية
- كارلوس تابيا على موقع قاعدة بيانات كرة القدم.إي يو (الإنجليزية)
- كارلوس تابيا على موقع Soccerway.com (الإنجليزية)